# A hőn áhított trófea (Family Guy)
A hőn áhított trófea (angolul Love Thy Trophy, további ismert magyar címei: Imádjuk együtt a trófeát! és Szeresd felebarátod) a Family Guy második évadjának a ötödik része. Összességében ez a tizenkettedik rész. Az epizódot először az amerikai FOX csatorna mutatott be 1999. március 14-én, egy héttel a negyedik epizód után. Magyarországon a Comedy Central mutatta be 2008. október 22-én.
|  | Alább a cselekmény részletei következnek! |

## Cselekmény
Quahog-ban zajlik az éves szüreti parádé, melynek témáját sorsolással választják ki a városlakók javaslatai közül. Peter lesz a nyertes, akinek a témája „A Ki itt a főnök? epizódja, amikor Tony meglátja Angelát pucéran a zuhany alatt.”
A Homok utca által készített alkotás nyeri meg a versenyt, de Peter, Quagmire, Cleveland és Joe nem tudnak egyezségre jutni, hogy melyikük házába kerüljön az arany kagyló trófea. Miután elvetik, hogy orosz rulettel döntsenek, közös megegyezéssel az utca közepén állítják ki azt, amelyet az alkotásuk két szoboralakja tart. Másnap reggel a trófea hűlt helyét találják, és mindenki a másikat kezdi el vádolni a ellopásával.
Ezalatt Meg egy palacsintázóban próbál állást vállalni, hogy vehessen magának egy Prada táskát. Az étterem tulajdonosa, Flappy azt hiszi, hogy Stewie Meg gyereke, azért megkapja az állást. Meg hamar rájön, hogy ha a vendégek azt hiszik, hogy Stewie egy drogfüggő baba, akit egyedül nevel, akkor több borravalót kap. Stewie jól elvan az étteremben, mert nagyon megszereti az étterem rakott palacsintáját.
Peter meghívja az összes szomszédot egy kis teázásra, hogy közben átkutathassa a lakásukat. Valamennyiük lakását feldúlja, de mikor később hazatér, sajátját is úgy találja. Később újra találkoznak a barkácsboltban, ahol mindenki különböző eszközöket vásárol a háza védelmére. A Homok utca szabályos hadszíntérré változik.
A palacsintázóban felfigyel Megre egy gyermekvédelmis nő, aki Flappy-től megtudja a lány címét. A helyszínre érkezve a szomszédoktól csak rosszat hall a Griffin családra, azért Stewie-t elviszi, és nevelőszülőknél helyezi el. Peterék hiába próbálkoznak a gyámügyön, nem kapják vissza a gyereküket. Hazatérve kibékülnek a szomszédokkal, miután Brian felnyitja a szemüket, hogy értelmetlen dolog háborúskodni, és egységben az erő. Közösen indulnak titkos akciójukra, melynek célja Stewie visszaszerzése. Akciójuk majdnem kudarccal zárul, amikor is sikerült elcserélniük Stewie-t Meg frissen vásárolt, 1100 dolláros Prada táskájára. Már csak a trófea hiányzik a teljes boldogsághoz, amiről éjszaka kiderül, hogy Brian ásta el a kertjükben.

## Külső hivatkozások
- A hőn áhított trófea az Internet Movie Database-ben (angolul)
- A hőn áhított trófea a Rotten Tomatoeson (angolul)
- A hőn áhított trófea a Box Office Mojón (angolul)